# Bulbophyllum cercanthum
Bulbophyllum cercanthum är en orkidéart som först beskrevs av Garay, Hamer och Emily Steffan Siegerist, och fick sitt nu gällande namn av Julian Mark Hugh Shaw. Bulbophyllum cercanthum ingår i släktet Bulbophyllum och familjen orkidéer. Inga underarter finns listade i Catalogue of Life.